# Sztojkafalva

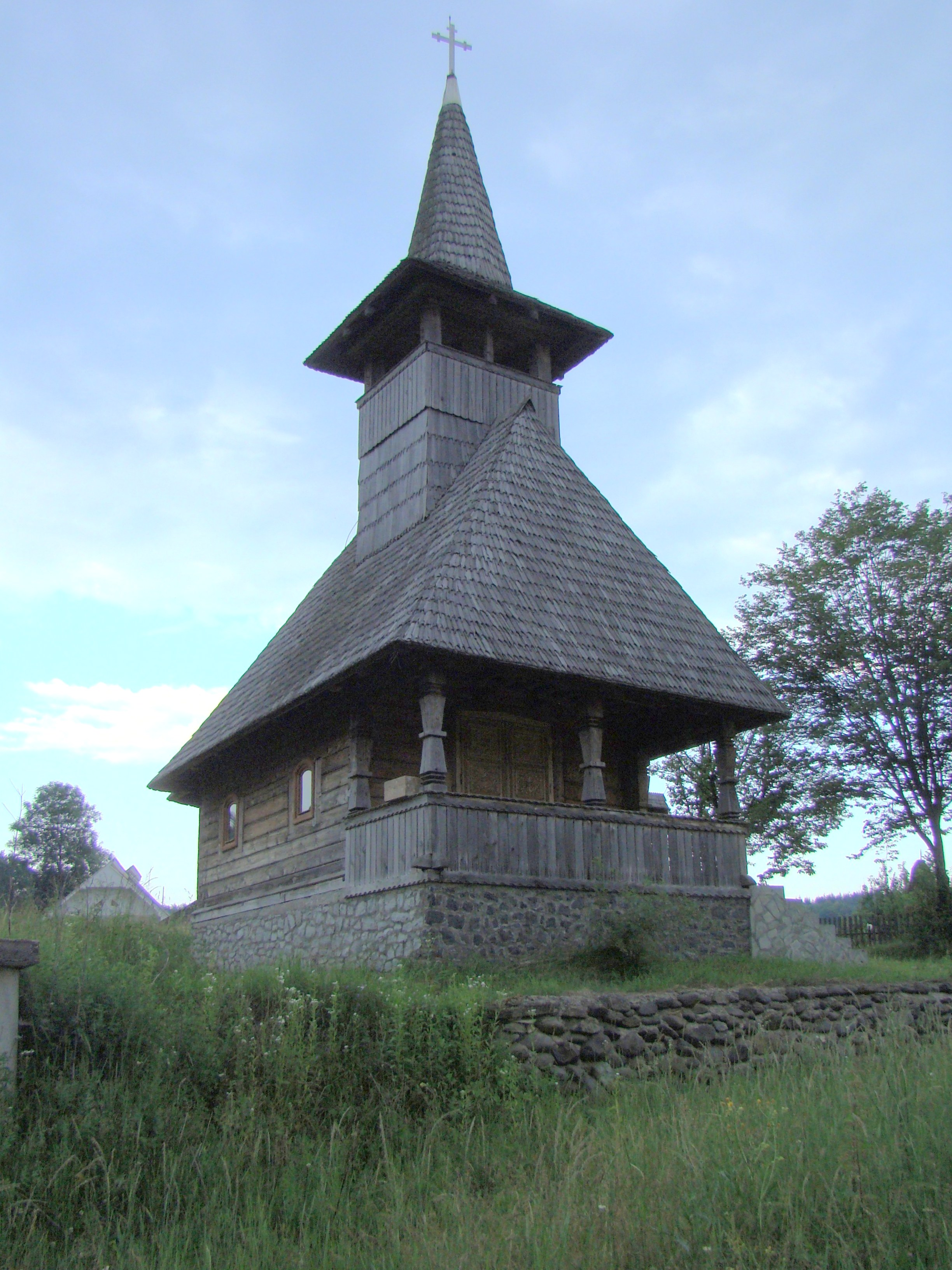
A fatemplom

Sztojkafalva (románul: Stoiceni) falu Romániában, Erdélyben, Máramaros megyében, a Lápos-vidéken.

## Fekvése
Magyarlápostól öt kilométerre északra, 350–400 méteres tengerszint feletti magasságban fekszik.

## Nevének eredete
Nevét valószínűleg arról a Sztojka Jugáról kapta, aki 1598-ban kenézeként szerepel. A Sztojka régen gyakori román személynév volt. Családnévként 1700-ban is élt a településen, amikor Sztojka Antal fiaival együtt nemességet kapott.

## Története
1584 és 1598 között települt román lakossággal. A 17. század elején elpusztult. Jobbágyfalu maradt, a környéken számos falut érintő tömeges nemesítések elkerülték. 1750-ben 25 jobbágy- és nyolc zsellércsalád lakta. 1786 és 1820 között került az Eszterházy család birtokába. Belső-Szolnok, 1876-tól Szolnok-Doboka vármegyéhez tartozott.
A La Bortă nevű határrészben, mocsaras területen feltörő, szódabikarbónás, konyhasós, szénsavas forrást 1834-ben Técsy Samu szolgabíró parancsára kiépítették és befedték. Az Eszterházy család a birtokán fekvő forrás mellé már az 1840-es években vendégházakat és vendéglőt, 1852 után új épületeket és fürdőszobákat épített. Az ivóforrástól kétszáz lépésre megtisztítottak egy korábban eldugult forrást, melynek vizét fürdésre használták. Az ásványvizet vizelet- és hashajtó tulajdonságai miatt gyomor-, bél- és belsőszervi betegségek ellen ajánlották. A létrejött fürdőtelep június elejétől szeptember elejéig működött, és az ortodox zsidó vendégek számára külön kóser éttermet hoztak létre benne. A század végén itt építtette föl nyári rezidenciáját a birtokos gr. Eszterházy Gyula. Fúrásokat végeztetett, amelyekkel növelni tudta a vízhozamot. A vízzel az 1900-as években évi egymillió palackot töltöttek meg. Eszterházy 1917-ben meghalt, és örökösei eladták a birtokot. A fürdőtelep különböző tulajdonosok kezén működött a szocializmusig, amikor a víz kereskedelmi hasznosítása is megszűnt. 1995 és 1998-ban ismét palackozták, majd a 2000-es években az utolsó magántulajdonos, a szamosújvári Teleki Samu örökösei kapták vissza a forrást és szerezték meg hasznosításának a jogát.
1910-ben 431 lakosából 413 volt román és 8 magyar anyanyelvű; 416 ortodox és 7 zsidó vallású.
2002-ben 287 román nemzetiségű, ortodox vallású román lakosa volt.

## Látnivalók
- Piciny, lakóház méretű, kő alapra fából épült ortodox temploma 1860-ban épült.
- A falu északi határában a vulkáni eredetű, hatalmas, 1049 m magas Sátor-hegy (Șatra lui Pintea v. Șatra Pintii). Hadak járásakor ide menekült a környező vidék népe, és a legendák szerint itt volt Pintye vitéz kedvenc búvóhelye is. A hegy lábánál, 720 méteres magasságban az 1990-es években kolostort építettek.

## Híres szülöttei
- Itt született 1954-ben Grigore Leșe népi énekes.

## Képek

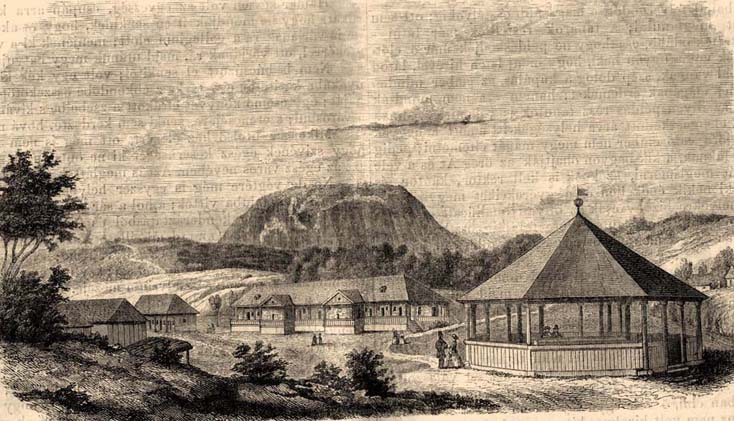
A fürdőtelep az 1850-es években
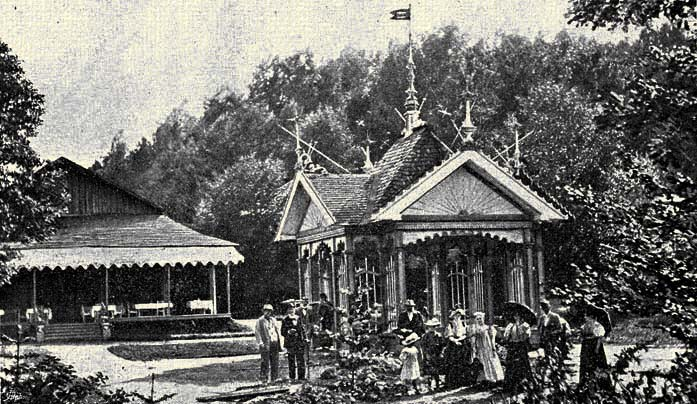
A telep ivókútja a századfordulón